# Aegongebouw
Het Aegongebouw is een kantoorgebouw aan het Churchillplein in Den Haag.
Het gebouw is ontworpen door Ad van der Steur en gebouwd in 1951-1953. Het is het voormalige hoofdkantoor van verzekeringsmaatschappij 'De Eerste Nederlandsche te 's-Gravenhage' (een rechtsvoorganger van AEGON). Later is het kantoor betrokken door het Joegoslavië-tribunaal en tijdelijk door de OPCW.
Naast het Aegongebouw staat het Congresgebouw, dat officieel toen het Nederlands Congres Centrum heette, en nu het World Forum Convention Center. In 1997 vertrok de OPCW naar een voor hen gebouwd pand aan de andere kant naast het Congresgebouw. Momenteel is het Internationaal Restmechanisme voor Straftribunalen gehuisvest in het gebouw.